# 自費
| ウィキペディアには「自費」という見出しの百科事典記事はありません（タイトルに「自費」を含むページの一覧/「自費」で始まるページの一覧）。 代わりにウィクショナリーのページ「自費」が役に立つかもしれません。 |